# 龙归镇 (韶关市)
龙归镇，是中华人民共和国广东省韶关市武江区下辖的一个乡镇级行政单位。

## 行政区划
龙归镇下辖以下地区：
龙归社区、续源村、山前村、奇石村、龙归村、坳头村、龙安村、冲下村、留村、社主村、马渡村、寺前村、后坪村、盘村、凤田村和方田村。